# Artemisia dalai-lamae
Artemisia dalai-lamae — вид квіткових рослин з родини айстрових (Asteraceae). Поширення: Тибет, Китай (Ганьсу, Цинхай, Внутрішня Монголія). Населяє кам'янисті схили, степи, напівпустельні степи, солончаково-лужні ґрунти, сухі заплави, гравійні ділянки; 1800–3200 метрів.

## Біоморфологічна характеристика
Це напівкущик заввишки 10–20(35) см, рідко розгалужений над основою, сіро-запушений, сильно ароматний. Стебла ± 4-гранні. Стеблове листя майже сидяче; листкова пластинка яйцеподібна або широкояйцеподібна, 8–12 × 7–10 мм, 1- або 2-перисто-до ± пальчато-розсічена; сегменти 2 або 3 пари; часточки ниткоподібно-булавоподібні або лінійно-ниткоподібні, 2–4 × ≈ 0.5 мм, на верхівці тупі. Найбільш верхнє листя та листоподібні приквітки 3- або 5-лопатеві. Синцвіття кінцеве, ± колосоподібне, часто нерозгалужене. Квіткові голови нечисленні, розділені, майже сидячі. Обгортка напівсферична або яйцеподібна, 3–3.5(4) мм у діаметрі. Крайових жіночих квіточок 1–3. Дискових квіточок 8–20, двостатеві; віночок жовтий. Сім'янка оберненояйцеподібна. Цвітіння та плодіння: липень — вересень.